# Stenothoides burbancki
Stenothoides burbancki är en kräftdjursart som beskrevs av J. L. Barnard 1969. Stenothoides burbancki ingår i släktet Stenothoides och familjen Stenothoidae. Inga underarter finns listade i Catalogue of Life.